# Carlos Espínola Oviedo
Carlos Alberto Espínola Oviedo (Asunción, 25 de diciembre de 1975) es un exfutbolista paraguayo nacionalizado ecuatoriano. Jugaba de defensa central.

## Trayectoria
Espínola debutó en Cerro Porteño en el año 1996, donde se mantuvo por dos años. Luego pasó al fútbol mexicano, al América. En el 2000 a su club, donde permaneció dos años. En 2001 fichó por el Club Libertad y luego por el Sport Colombia de la Primera División de Paraguay. 
En el 2003 pasó a la Liga Deportiva Universitaria de Quito, equipo donde tuvo sus mejores años deportivos. Con el club quiteño jugó cuatro años hasta que en el 2006, en el último partido de la temporada, contra el Barcelona de Guayaquil, fue parte de una brutal gresca y fue sancionado con un año calendario, luego de darle un puntapié en la cara al jugador Leonardo Soledispa de Barcelona.
Después de cumplir la sanción correspondiente fichó por el Deportivo Cali y luego se fue al Emelec de Ecuador. Desde el 2009 jugó con Liga de Quito. Consta entre los mejores defensas de la historia y en el equipo ideal de todos los tiempos de Liga donde fue campeón de la Serie A de Ecuador. A fines del 2010, fichó por el Club Sporting Cristal de la Primera División del Perú.

## Selección nacional
Ha sido internacional con la Selección de Paraguay en cuatro ocasiones. También fue seleccionado juvenil en el preolímpico Sub-23 en Argentina.

### Participaciones internacionales
- Eliminatorias al Mundial Corea-Japón 2002.

## Clubes
| Club             | País     | Año         |
| ---------------- | -------- | ----------- |
| Cerro Porteño    | Paraguay | 1995 - 1998 |
| América          | México   | 1999        |
| Cerro Porteño    | Paraguay | 2000 - 2001 |
| Libertad         | Paraguay | 2001        |
| Sport Colombia   | Paraguay | 2002        |
| Liga de Quito    | Ecuador  | 2003 - 2006 |
| Deportivo Cali   | Colombia | 2008        |
| Emelec           | Ecuador  | 2008        |
| Liga de Quito    | Ecuador  | 2009 - 2010 |
| Sporting Cristal | Perú     | 2011        |
| Cerro Porteño    | Paraguay | 2012        |

## Palmarés

### Campeonatos nacionales
| Título                 | Club          | País     | Año  |
| ---------------------- | ------------- | -------- | ---- |
| Campeonato Paraguayo   | Cerro Porteño | Paraguay | 1996 |
| Campeonato Paraguayo   | Cerro Porteño | Paraguay | 2001 |
| Campeonato Ecuatoriano | Liga de Quito | Ecuador  | 2003 |
| Torneo Apertura        | Liga de Quito | Ecuador  | 2005 |
| Campeonato Ecuatoriano | Liga de Quito | Ecuador  | 2010 |
| Campeonato Paraguayo   | Cerro Porteño | Paraguay | 2012 |

### Campeonatos internacionales
| Título              | Club          | País           | Año  |
| ------------------- | ------------- | -------------- | ---- |
| Recopa Sudamericana | Liga de Quito | Quito          | 2009 |
| Copa Sudamericana   | Liga de Quito | Río de Janeiro | 2009 |
| Recopa Sudamericana | Liga de Quito | Quilmes        | 2010 |